# Donnell Turner
Donnell Turner (Tacoma, 8 gennaio 1973) è un attore statunitense.
È famoso per il ruolo di Curtis Ashford nella soap opera General Hospital.

## Biografia e Vita privata
Turner nasce l'8 gennaio 1973 a Tacoma a Washington. È figlio di Milton Turner e Lorraine Sylvester. Suo fratello maggiore si chiama Milton Jr.
Turner ha una figlia di nome Whitney.

### Carriera
Nel 2006 e nel 2007 appare come guest star nella serie tv Criminal Minds. Nel 2009 e nel 2010 appare nella soap opera Il tempo della nostra vita nel ruolo del Dr. Aiden Williams al fianco di Kristian Alfonso interprete di Hope Brady. Nel corso della sua carriera appare come guest star in diverse serie televisive come 2 Broke Girls, Baby Daddy, Parks and Recreation, 90210, CSI - Scena del crimine, Anger Management, Save Me, Teen Wolf, Dexter, The Mindy Project, Revenge, I miei peggiori amici, Le regole del delitto perfetto, Febbre d'amore, Stitchers e Rizzoli & Isles. Nel 2015 entra nel cast principale della soap opera General Hospital nel ruolo di Curtis Ashford.

## Filmografia

### Televisione
- Criminal Minds - serie TV, 2 episodi (2006-2007)
- Il tempo della nostra vita - soap opera (2009-2010)
- 2 Broke Girls - serie TV (2012)
- Baby Daddy - serie TV, 1 episodio (2012)
- Parks and Recreation - serie TV, 1 episodio (2012)
- 90210 - serie TV, 1 episodio (2012)
- CSI - Scena del crimine - serie TV, 1 episodio (2013)
- Anger Management - serie TV, 1 episodio (2013)
- Save Me – serie TV, 1 episodio (2013)
- Teen Wolf – serie TV, 1 episodio (2013)
- Dexter – serie TV, 1 episodio (2013)
- The Mindy Project - serie TV, 1 episodio (2013)
- Revenge - serie TV, 1 episodio (2013)
- I miei peggiori amici – serie TV, 1 episodio (2014)
- Le regole del delitto perfetto - serie TV, 1 episodio (2014)
- Febbre d'amore - soap opera, 2 episodi (2015)
- Stitchers - serie TV, 1 episodio (2015)
- Rizzoli & Isles – serie TV, 1 episodio (2015)
- General Hospital - soap opera (2015-in corso)